# Mitrocomella grandis
Mitrocomella grandis är en nässeldjursart som beskrevs av Paul Torben Lassenius Kramp 1965. Mitrocomella grandis ingår i släktet Mitrocomella och familjen Mitrocomidae. Inga underarter finns listade i Catalogue of Life.